# Laelia furfuracea
Laelia furfuracea es una especie de planta epifita que pertenece a la familia de las orchidaceae. Es originaria de México (Oaxaca).

## Descripción
Es una orquídea de tamaño medio, con hábitos de epífita  con un 3 nudos, pseudobulbos ligeramente acanalado-cónicos ovoides con una solitaria hoja [raramente 2], apical, erecta, lanceolada, carnosa y aguda. Florece en el otoño hasta mediados de invierno en una inflorescencia delgada, corta de 15 a 30 cm de longitud, en un arqueado racimo con 3 a 5 flores de larga vida, fragantes y de colores variables.

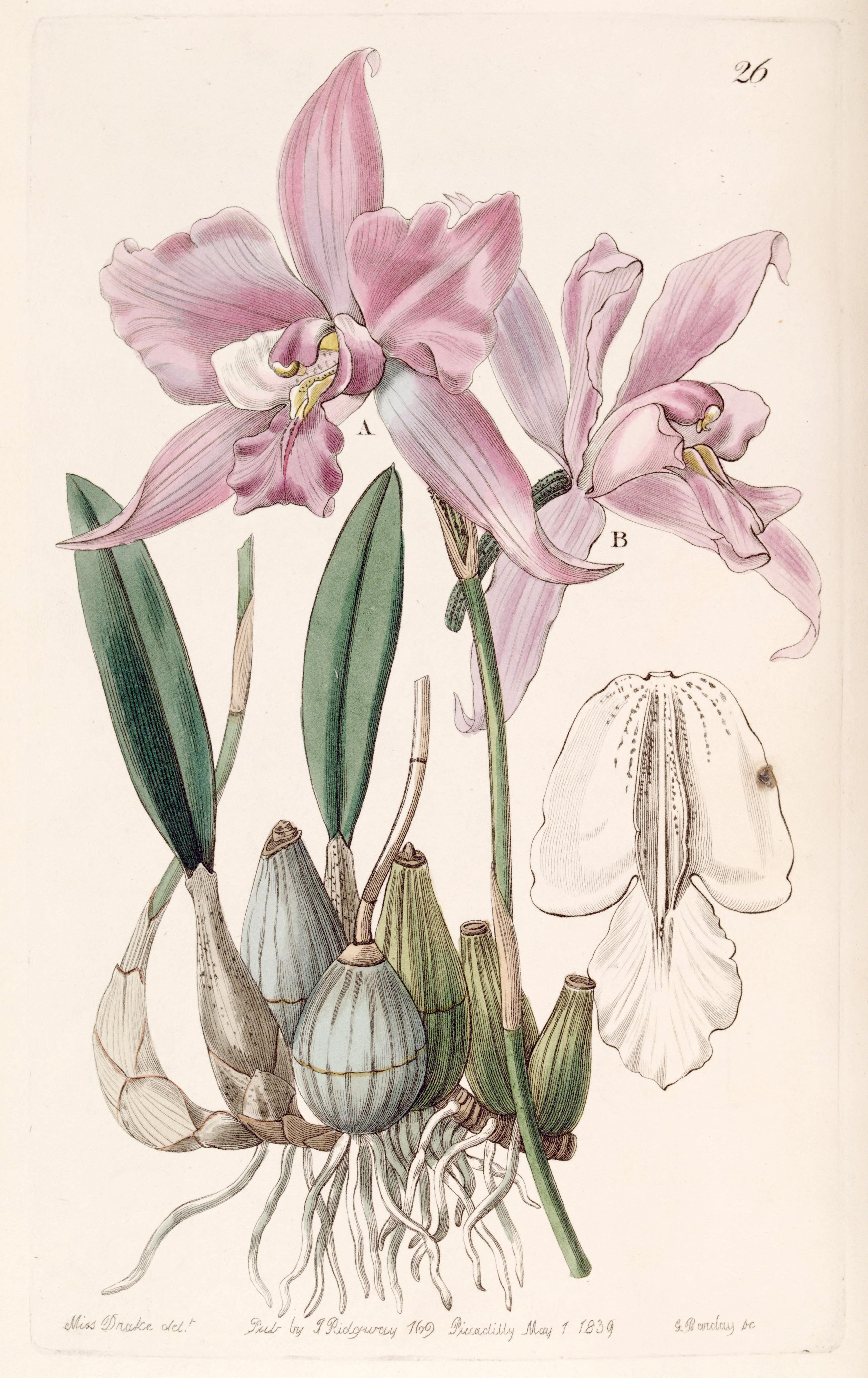
Ilustración

## Distribución y hábitat
Se encuentra en estado de Oaxaca del sur de México  de tamaño medio en las elevaciones de 2100-3000 metros en la áspera corteza de robles achaparrados.

## Cultivo
Esta especie necesita montarse en un corcho o helecho arborescente, alta humedad durante todo el año, y es necesario un reposo invernal decidido con la luz brillante después de que el crecimiento ha madurado.

## Taxonomía
Laelia furfuracea fue descrita por  John Lindley y publicado en Edwards's Botanical Register 25: t. 26. 1839.
Etimología
Laelia: nombre genérico que ha sido nombrado por "Laelia", una de las vírgenes vestales, o por el nombre romano de "Laelius", perteneciente a una antigua familia romana.
furfuracea: epíteto latíno que significa "como grano o salvado"
Sinonimia
- Amalia furfuracea (Lindl.) Heynh.
- Cattleya furfuracea (Lindl.) Beer
- Bletia furfuracea (Lindl.) Rchb.f.[4][5]